# Igo Genova Volley
L'Igo Genova Volley è stata una società di pallavolo maschile di Genova che dopo aver ottenuto, nella stagione 2009-10, la promozione diretta in Serie A2, ne ha ceduto i diritti alla neonata Pallavolo Genova per la stagione successiva.

## Storia
La Weak Point Pallavolo nasce nel 1979 e partecipa alla Terza Divisione Provinciale Maschile di Genova; dopo aver ottenuto dapprima, nel 1981, la promozione in Seconda Divisione e successivamente, nel 1983, quella in Prima Divisione, nel 1986 la Weak Point Pallavolo compie il grande salto e raggiunge la Serie D Regionale. Tre anni dopo è il momento della fusione con la Città dei Ragazzi, fusione che porta alla promozione in Serie C2. Nei due anni seguenti la società trova l'appoggio anche dell'Istituto Grandi Opere, sostegno che porterà la società a cambiare nome in Igo U.S. Pallavolo e alla conseguente nascita dell'Igo Genova Volley.
Del 1993 è la promozione in C1, ma l'esperienza dura soltanto due anni dopodiché c'è la retrocessione in C2 dove rimane fino all'unificazione dei campionati di Serie C1 e C2 del 1997; in quell'occasione l'Igo termina la Serie C al primo posto e sfiora il colpaccio della promozione in Serie B, fermandosi solo dopo due sconfitte al tie-break contro l'Alpignano Volley.
Dello stesso anno è la vittoria in Coppa Liguria, la nascita del settore femminile in collaborazione con la Tasco che partecipava alla Seconda Divisione Provinciale Femminile e l'attivazione dei corsi giovanili. Nel 1999, finalmente, l'Igo ottiene la tanto sospirata promozione in Serie B2 e soltanto due anni dopo vince nettamente il campionato e approda in Serie B1.
Nel 2004, col nome di Igo Castorama Genova raggiunge la finale play-off per la promozione in Serie A2, ma è lo Scanzorosciate di Bergamo a soffiarle l'ultimo posto disponibile. La festa viene rimandata, però, soltanto di un anno e così nel 2005 al termine di un campionato condotto come prima della classe, l'Igo centra lo storico traguardo della Serie A sconfiggendo ai play-off il temibile Pineto Volley (che avrebbe ottenuto comunque la promozione con la finale di consolazione) al termine di tre partite tutte caratterizzate da vittorie in trasferta e da un pubblico, da entrambi i lati, a dir poco bollente. Così, ventotto anni dopo i Vigili del Fuoco Gargano, l'Igo è riuscito a riportare Genova in Serie A. Sempre nello stesso anno l'Igo alle final-four di Nicosia si piazza al terzo posto nella Coppa Italia di Serie B.
La stagione 2005-06, col nome di Carige Copra Genova è un'annata condizionata da molti infortuni, in particolare quelli occorsi al libero titolare Yasser Romero e alla stella della squadra su cui era stata incentrata tutta la campagna acquisti estiva, Leondino Giombini, che infortunatosi al termine del girone di andata con la squadra che occupava una tranquilla posizione di metà classifica, non rientrò più in campo condannando di fatto l'Igo alla retrocessione, sopraggiunta peraltro soltanto all'ultima giornata di campionato.
Nell'estate il tentativo di acquisire i diritti dell'Acanto Mantova vanno in fumo quando, ottenuto l'ok della Federazione, un solo giocatore del Mantova si rifiuta di firmare la liberatoria condannando di fatto l'Igo alla Serie B1. Dopo 3 stagioni di B1 giocate ad alto livello, ma senza mai riuscire a tornare in Serie A2, finalmente nella stagione 2009-10 la squadra, battendo all'ultima giornata al PalaDamonte per 3 a 0 il Bastia Umbra, che era appaiato in testa insieme all'Igo Genova (il caso ha voluto che le due squadre si dovessero affrontare proprio all'ultima giornata, rendendo la partita una vera e propria finale), conquista finalmente la promozione in A2. La stagione è arricchita anche dalla vittoria della Coppa Italia di Serie B1.
A fine stagione la società ha ceduto i diritti di partecipazione alla Serie A2 per la stagione 2010-11 alla neonata Pallavolo Genova.

## Organigramma Societario
- Presidente Onorario: Roberto Fucigna
- Presidente: Mauro Serra
- Consigliere: Giancarlo Benatti
- Consigliere: Alessandro Battini
- Consigliere: Augusto Bruschettini
- Consigliere: Gianni Catanzaro
- Consigliere: Duccio Centeleghe
- Consigliere: Dario Lantero
- Consigliere: Alessandro Monti Bragadin
- Consigliere: Paolo Noli
- Consigliere: Giorgio Tambroni
- Consigliere: Paolo Testa

## Staff Tecnico
- 1º Allenatore: Horacio Del Federico
- 2º Allenatore: Claudio Agosto
- Medico Sociale: Gian Maria Vassallo
- Consulente Ortopedico: Francesco Raffellini
- Fisioterapista: Chiara Barlocco
- Scoutman: Michele Tomasicchio
- Consulente Nutrizionista: Michele Boano

## La Squadra

### Stagione 2009/2010 (Serie B1 - gir. B)
| \| Allenatore: Horacio Del Federico \| \| \| \| \| Nome \| Naz. sport. \| Nome \| Naz. sport. \| \| Palleggiatori \| \| \| \| \| 6 Gigi Ragosa \| Italia \| 5 Leonardo Parisi \| Italia \| \| Centrali \| \| \| \| \| 1 Davide Benaglia \| Italia \| 11 Francesco D'Auria \| Italia \| \| 15 Massimo Pecorari \| Italia \| \| \| \| Schiacciatori-laterali \| \| \| \| \| 3 Federico Donati \| Italia \| 7 Mario Mercorio \| Italia \| \| 9 Davide Manassero \| Italia \| 10 Alessandro Graziani \| Italia \| \| Opposti \| \| \| \| \| 13 Riccardo Della Nave \| Italia \| 14 Matteo Paoletti \| Italia \| \| Liberi \| \| \| \| \| 4 Andrea Zappaterra \| Italia \| \| \| Note: Claudio Agosto - 2º Allenatore | Paoletti · # 14 Pecorari · # 15 Manassero · # 9 Mercorio · # 7 D'Auria · # 11 Parisi · # 5 Zappaterra · # 4 |                        |             |
| Allenatore: Horacio Del Federico | |                        |             |
| Nome | Naz. sport.                                                                                                 | Nome                   | Naz. sport. |
| Palleggiatori | |                        |             |
| 6 Gigi Ragosa | Italia | 5 Leonardo Parisi      | Italia      |
| Centrali | |                        |             |
| 1 Davide Benaglia | Italia | 11 Francesco D'Auria   | Italia      |
| 15 Massimo Pecorari | Italia |                        |             |
| Schiacciatori-laterali | |                        |             |
| 3 Federico Donati | Italia | 7 Mario Mercorio       | Italia      |
| 9 Davide Manassero | Italia | 10 Alessandro Graziani | Italia      |
| Opposti | |                        |             |
| 13 Riccardo Della Nave | Italia | 14 Matteo Paoletti     | Italia      |
| Liberi | |                        |             |
| 4 Andrea Zappaterra | Italia |                        |             |

| Allenatore: Horacio Del Federico |             |                        |             |
| Nome                             | Naz. sport. | Nome                   | Naz. sport. |
| Palleggiatori                    |             |                        |             |
| 6 Gigi Ragosa                    | Italia      | 5 Leonardo Parisi      | Italia      |
| Centrali                         |             |                        |             |
| 1 Davide Benaglia                | Italia      | 11 Francesco D'Auria   | Italia      |
| 15 Massimo Pecorari              | Italia      |                        |             |
| Schiacciatori-laterali           |             |                        |             |
| 3 Federico Donati                | Italia      | 7 Mario Mercorio       | Italia      |
| 9 Davide Manassero               | Italia      | 10 Alessandro Graziani | Italia      |
| Opposti                          |             |                        |             |
| 13 Riccardo Della Nave           | Italia      | 14 Matteo Paoletti     | Italia      |
| Liberi                           |             |                        |             |
| 4 Andrea Zappaterra              | Italia      |                        |             |

| \| Allenatore: Horacio Del Federico \| \| \| \| \| Nome \| Naz. sport. \| Nome \| Naz. sport. \| \| Palleggiatori \| \| \| \| \| 6 Gigi Ragosa \| Italia \| 5 Leonardo Parisi \| Italia \| \| Centrali \| \| \| \| \| 1 Davide Benaglia \| Italia \| 11 Francesco D'Auria \| Italia \| \| 15 Massimo Pecorari \| Italia \| \| \| \| Schiacciatori-laterali \| \| \| \| \| 3 Federico Donati \| Italia \| 7 Mario Mercorio \| Italia \| \| 9 Davide Manassero \| Italia \| 10 Alessandro Graziani \| Italia \| \| Opposti \| \| \| \| \| 13 Riccardo Della Nave \| Italia \| 14 Matteo Paoletti \| Italia \| \| Liberi \| \| \| \| \| 4 Andrea Zappaterra \| Italia \| \| \| Note: Claudio Agosto - 2º Allenatore | Paoletti · # 14 Pecorari · # 15 Manassero · # 9 Mercorio · # 7 D'Auria · # 11 Parisi · # 5 Zappaterra · # 4 |                        |             |
| Allenatore: Horacio Del Federico | |                        |             |
| Nome | Naz. sport.                                                                                                 | Nome                   | Naz. sport. |
| Palleggiatori | |                        |             |
| 6 Gigi Ragosa | Italia | 5 Leonardo Parisi      | Italia      |
| Centrali | |                        |             |
| 1 Davide Benaglia | Italia | 11 Francesco D'Auria   | Italia      |
| 15 Massimo Pecorari | Italia |                        |             |
| Schiacciatori-laterali | |                        |             |
| 3 Federico Donati | Italia | 7 Mario Mercorio       | Italia      |
| 9 Davide Manassero | Italia | 10 Alessandro Graziani | Italia      |
| Opposti | |                        |             |
| 13 Riccardo Della Nave | Italia | 14 Matteo Paoletti     | Italia      |
| Liberi | |                        |             |
| 4 Andrea Zappaterra | Italia |                        |             |

| Allenatore: Horacio Del Federico |             |                        |             |
| Nome                             | Naz. sport. | Nome                   | Naz. sport. |
| Palleggiatori                    |             |                        |             |
| 6 Gigi Ragosa                    | Italia      | 5 Leonardo Parisi      | Italia      |
| Centrali                         |             |                        |             |
| 1 Davide Benaglia                | Italia      | 11 Francesco D'Auria   | Italia      |
| 15 Massimo Pecorari              | Italia      |                        |             |
| Schiacciatori-laterali           |             |                        |             |
| 3 Federico Donati                | Italia      | 7 Mario Mercorio       | Italia      |
| 9 Davide Manassero               | Italia      | 10 Alessandro Graziani | Italia      |
| Opposti                          |             |                        |             |
| 13 Riccardo Della Nave           | Italia      | 14 Matteo Paoletti     | Italia      |
| Liberi                           |             |                        |             |
| 4 Andrea Zappaterra              | Italia      |                        |             |

## Stagioni precedenti
- Igo Genova Volley 2005-2006

## Risultati

### Stagione 2009/2010 (Serie B1 - gir. B)
| Pos. | Squadra                         | Pt. |
| ---- | ------------------------------- | --- |
| 1.   | Igo Carige Genova               | 81  |
| 2.   | Sir Safety Bastia Umbra         | 78  |
| 3.   | C.S.C. Correggio                | 72  |
| 4.   | Cortona Volley                  | 72  |
| 5.   | Inox Bim Romagna Est            | 52  |
| 6.   | L'Arca Pallavolo Cascina        | 50  |
| 7.   | Golden Plast Potenza Picena     | 46  |
| 8.   | Foris Index CM Conselice        | 44  |
| 9.   | Medel Volley Parma              | 37  |
| 10.  | Dolciaria Rovelli Morciano      | 37  |
| 11.  | La Nef Castelfidardo            | 37  |
| 12.  | Call&Call La Spezia Volley      | 30  |
| 13.  | Pallavolo Anagni                | 29  |
| 14.  | MT Motori Elettrici San Lazzaro | 29  |
| 15.  | A.S.D. Falconara Volley         | 15  |
| 16.  | S.S. Lazio Pallavolo Roma       | 11  |

| Pos. | Squadra             |
| ---- | ------------------- |
| 1.   | Igo Carige Genova   |
| 2.   | Pallavolo Molfetta  |
| 3.   | Ciesse Volley Brolo |